# Acropoma
Acropoma là một chi cá trong họ Cá sơn phát sáng (Acropomatidae), chúng sống ở vùng nước sâu, là loài bản địa của Ấn Độ Dương và Thái Bình Dương

## Các loài
Tại thời điểm năm 2024 có 12 loài được ghi nhận trong chi này:
- Acropoma arafurense Okamoto, Williams, Carpenter, Santos & Kimura, 2019: Cá sơn phát sáng Arafura.
- Acropoma argentistigma Okamoto & H. Ida, 2002
- Acropoma boholensis Yamanoue & Matsuura, 2002: Cá sơn phát sáng đầu to.
- Acropoma hanedai Matsubara, 1953
- Acropoma heemstrai Okamoto & Golani, 2017: Cá sơn phát sáng Heemstra.
- Acropoma japonicum Günther, 1859: Cá sơn phát sáng, cá phát sáng Nhật Bản. Loài điển hình của chi, có ở vùng biển Việt Nam.
- Acropoma lecorneti Fourmanoir, 1988: Cá sơn phát sáng Lecornet.
- Acropoma leobergi Prokofiev, 2018: Cá sơn phát sáng nhiệt đới.
- Acropoma musorstom Okamoto, Randall & Motomura, 2021: Cá sơn phát sáng Nam Thái Bình Dương.
- Acropoma neglectum Okamoto & Golani, 2017: Cá sơn phát sáng Hồng Hải.
- Acropoma profundum Okamoto, 2014[3]: Cá sơn phát sáng quần đảo Solomon.
- Acropoma splendens (Lloyd, 1909): Cá sơn phát sáng Ấn Độ Dương.